# Буббьяно
Буббьяно (итал. Bubbiano) — коммуна в Италии, в провинции Милан области Ломбардия.
Население составляет 1400 человек (2008 г.), плотность населения составляет 467 чел./км². Занимает площадь 3 км². Почтовый индекс — 20088. Телефонный код — 02.
Покровителем коммуны почитается святитель Амвросий Медиоланский, празднование в третье воскресение августа, а также святые Евгений, Фирм, Луциан и Севериан, празднование в последнее воскресение августа.

## Демография
Динамика населения:

## Администрация коммуны
- Официальный сайт: http://www.comune.bubbiano.mi.it/